# Jakub Kochanowski
Jakub Kochanowski (ur. 17 lipca 1997 w Giżycku) – polski siatkarz, reprezentant Polski, grający na pozycji środkowego.
Zanim zaczął trenować siatkówkę próbował swoich sił w piłce nożnej, pływaniu, aikido i żeglarstwie. W klubie MOSiR Giżycko rozpoczął swoją karierę siatkarską. To była zasługa mamy Iwony, która sama grała w siatkówkę, a potem była trenerem drużyn młodzieżowych. W 2010 roku wystąpił w turnieju Kinder+Sport rozgrywanym w Olsztynie. Wraz z drużyną AZS-u pojechał na turniej finałowy do Zabrza, gdzie zajęli drugie miejsce. W kadrze Vitala Heynena zadebiutował 3 czerwca 2017 roku w meczu z Włochami w Lidze Światowej. Wraz z Karolem Kłosem wyszedł z inicjatywą, aby zapuścić włosy, które 
oddali w kwietniu 2022 roku dla podopiecznych Kliniki Onkologii i Chirurgii Onkologicznej Dzieci i Młodzieży. Jest ambasadorem Fundacji Herosi.
Od 2020 roku jest związany z Aleksandrą Kołodziejczyk, której oświadczył się w 2023 roku podczas wspólnych wakacji w Grecji. 31 maja 2025 roku oboje wzięli ślub. Jego żona brała udział w wyborach Miss Polonia 2017, w których dostała się do finału.
Do dnia 17 października 2024 roku w całych swoich dotychczasowych rozgrywkach PlusLigi otrzymał 30 statuetek MVP dla najlepszego zawodnika meczu. 
Podczas 3. tygodnia Ligi Narodów 2025 oraz tygodnia finałowego tych rozgrywek pełnił role kapitana reprezentacji.

## Sukcesy klubowe

### młodzieżowe
Ogólnopolska Olimpiada Młodzieży:
- 2012

Młoda Liga:
- 2014

I liga:
- 2016

### seniorskie
Superpuchar Polski:
- 2018, 2020

Puchar Polski:
- 2021

PlusLiga:
- 2021
- 2023[11], 2025[12]

Liga Mistrzów:
- 2021

Puchar CEV:
- 2024[13]

## Sukcesy reprezentacyjne
Międzynarodowy Turniej EEVZA Kadetów:
- 2013

Mistrzostwa Europy Juniorów:
- 2016
- 2014

Mistrzostwa Europy Kadetów:
- 2015[14]

Olimpijski festiwal młodzieży Europy:
- 2015[15]

Mistrzostwa Świata Kadetów:
- 2015[16]

Mistrzostwa Świata Juniorów:
- 2017

Mistrzostwa Świata:
- 2018
- 2022[17]

Mistrzostwa Europy:
- 2023[18]
- 2019, 2021

Puchar Świata:
- 2019

Liga Narodów:
- 2023[19], 2025[20]
- 2021
- 2019, 2022[21], 2024[22]

Igrzyska Olimpijskie:
- 2024[23]

## Nagrody indywidualne
- 2012: MVP Mistrzostw Polski Młodzików
- 2014: Najlepszy atakujący Mistrzostw Polski Kadetów
- 2017: MVP Mistrzostw Świata Juniorów
- 2017: Najlepszy blokujący Memoriału Zdzisława Ambroziaka
- 2023: Najlepszy środkowy turnieju finałowego Ligi Narodów[24]
- 2024: Najlepszy środkowy turnieju finałowego Ligi Narodów[25]
- 2024: Najlepszy środkowy Igrzysk Olimpijskich w Paryżu[26]
- 2025: MVP i najlepszy środkowy turnieju finałowego Ligi Narodów[27]

## Odznaczenia
- Krzyż Kawalerski Orderu Odrodzenia Polski – 9 września 2024[28][29]
- Złoty Krzyż Zasługi – 2 października 2018[30][31]